# Pseudophimosia eburioides
Pseudophimosia eburioides är en skalbaggsart som först beskrevs av White 1853.  Pseudophimosia eburioides ingår i släktet Pseudophimosia och familjen långhorningar.
Artens utbredningsområde är Venezuela. Inga underarter finns listade i Catalogue of Life.